# Menta

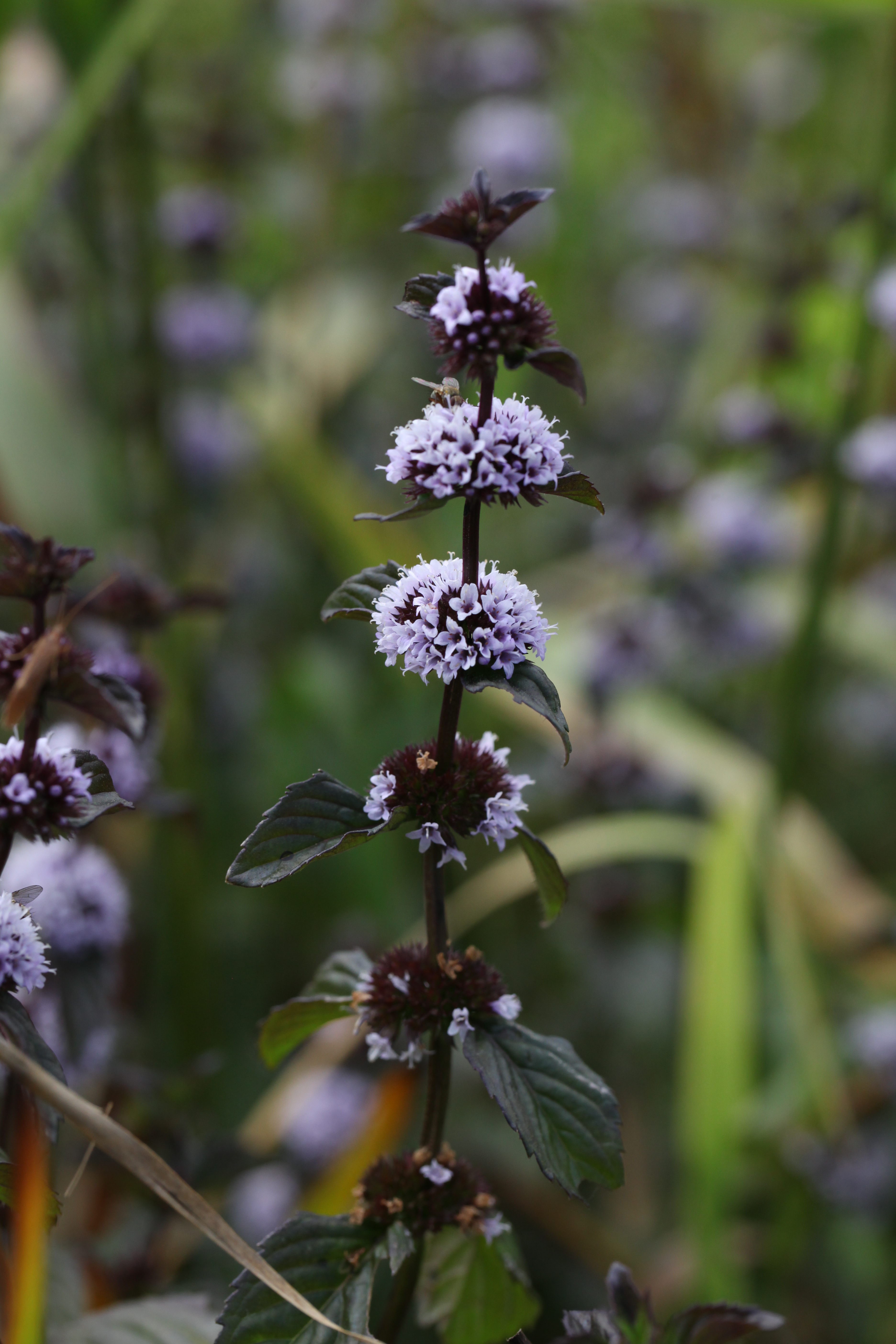
Menta d'aigua (Mentha aquatica)

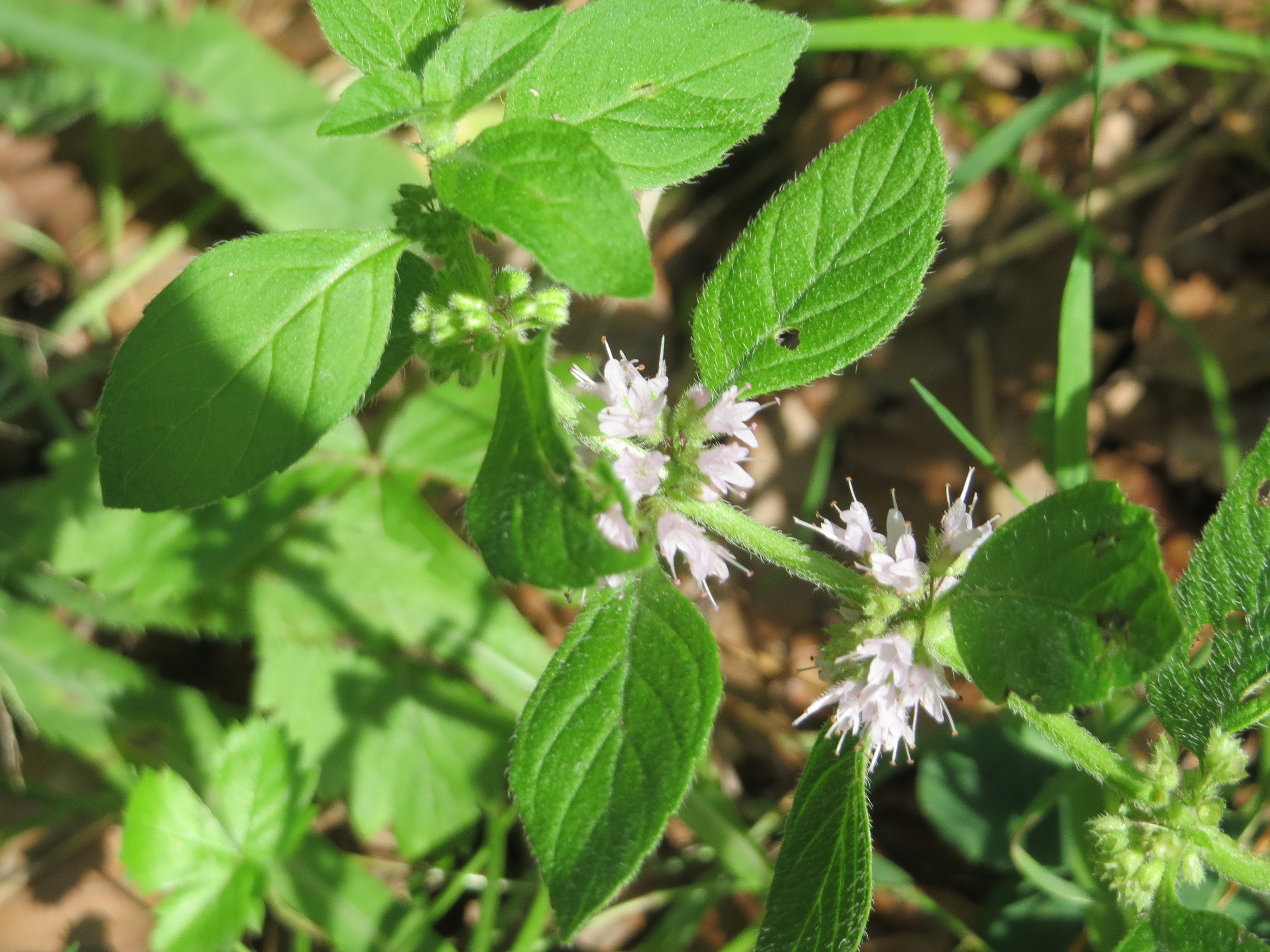
Herba cuquera (Mentha arvensis)

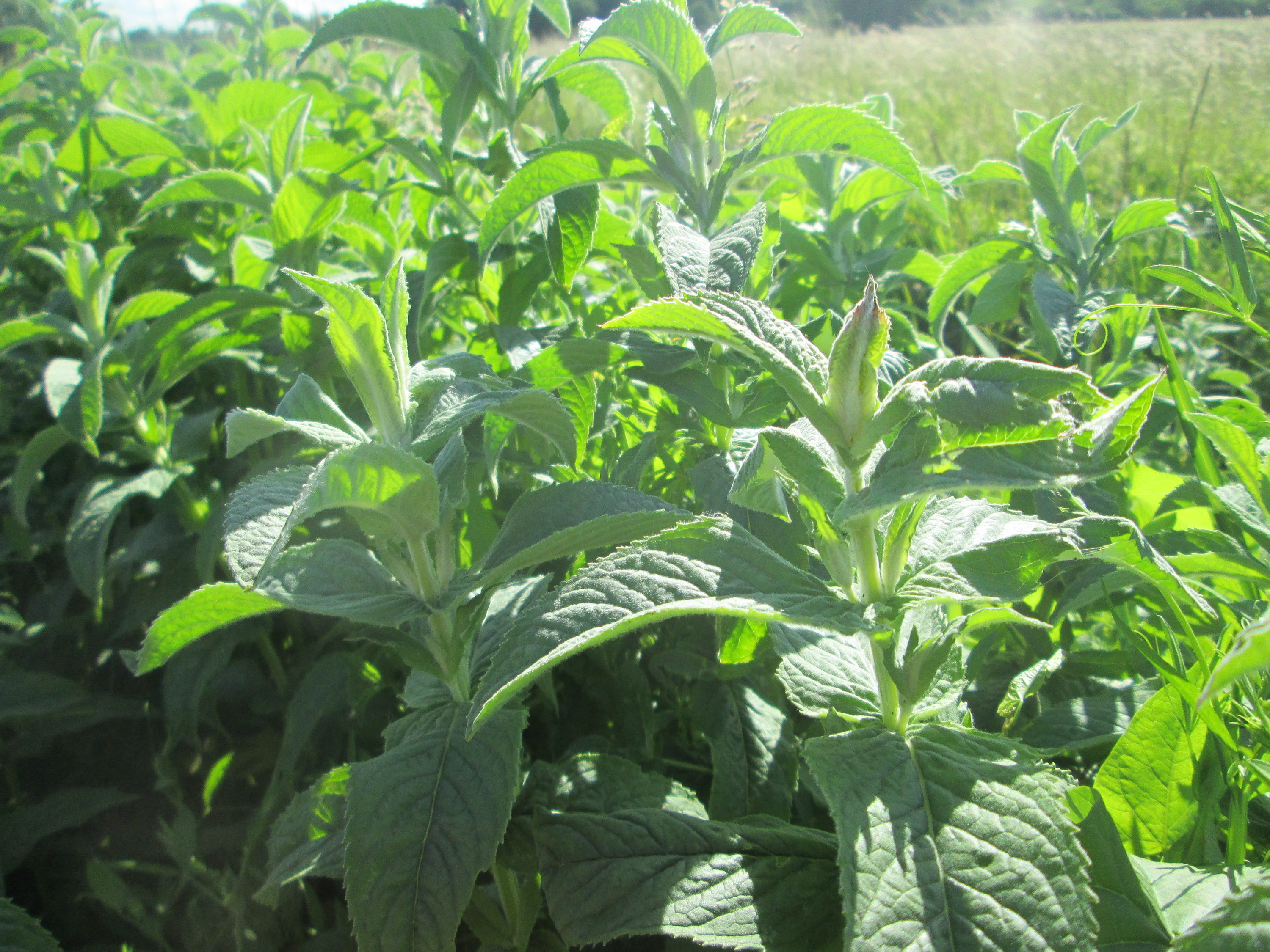
Menta boscana (Mentha longifolia)

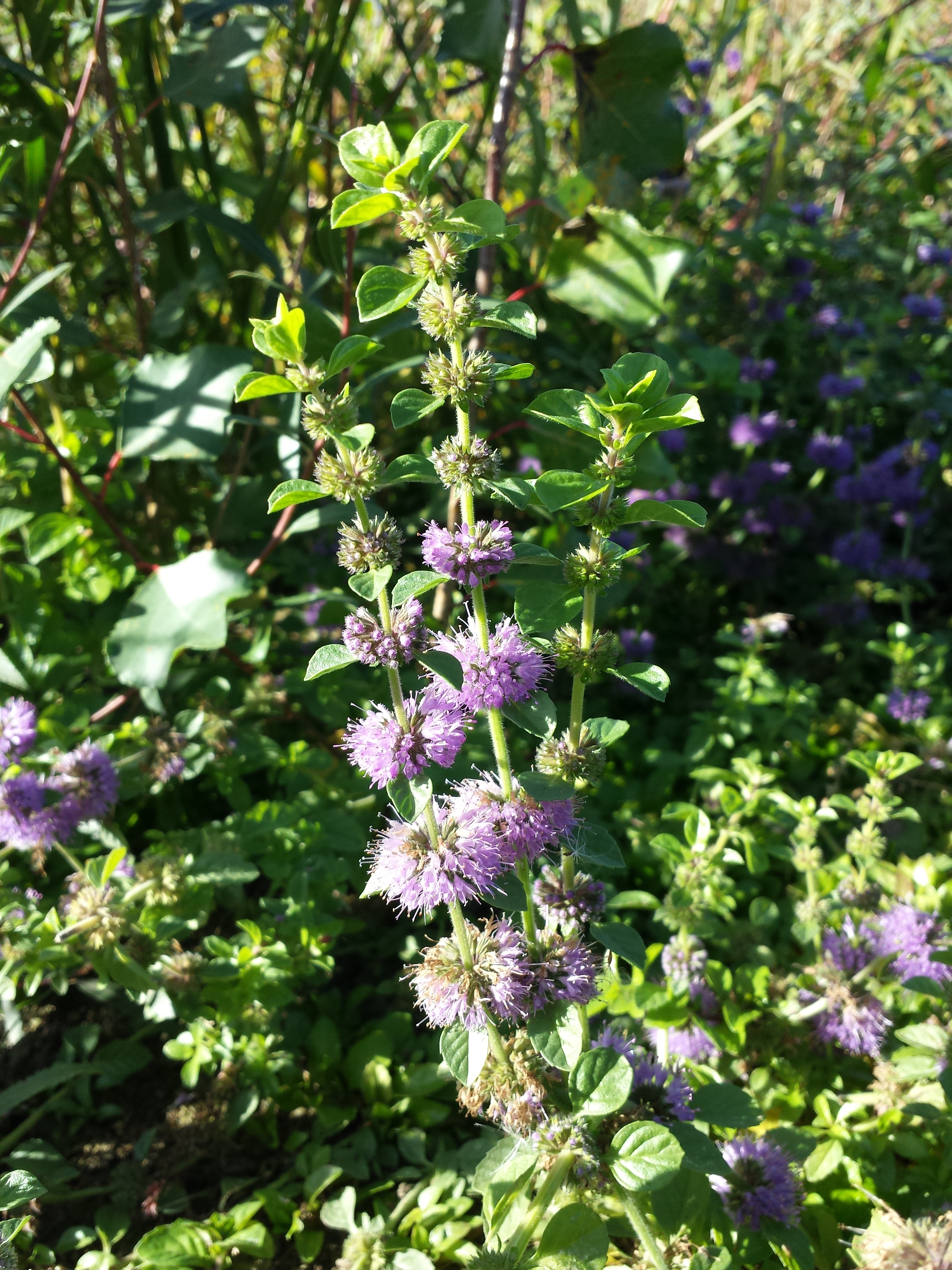
Poliol (Mentha pulegium)

La menta (Mentha) és un gènere de plantes amb flor dins la família lamiàcia. És un gènere de distribució cosmopolita.

## Hàbitat
Al contrari que la majoria de les lamiàcies, els agraden els terrenys humits.

## Característiques
Són espècies herbàcies perennes i aromàtiques que arriben a una alçada màxima de 120 cm aproximadament. Tenen uns rizomes subterranis que fan que sovint es comportin com espècies que envaixen tot l'espai. Les fulles són de disposició oposada i són simples i de forma oblonga a lanceolada sovint tenen el marge serrat. Les flors tenen dos llavis i quatre lòbuls amb colors que van del blanc al porpra. El fruit és una càpsula amb fins a quatre llavors.

## Taxonomia

### Espècies
Dins del gènere Mentha es reconeixen les 24 espècies següents:
- Mentha alaica Boriss.
- Mentha aquatica L. - menta d'aigua[2]
- Mentha arvensis L. - herba cuquera[2]
- Mentha atrolilacina B.J.Conn & D.J.Duval
- Mentha australis R.Br.
- Mentha canadensis L.
- Mentha cervina L. - menta aquàtica[2]
- Mentha cunninghamii (Benth.) Benth.
- Mentha dahurica Fisch. ex Benth.
- Mentha darvasica Boriss.
- Mentha diemenica Spreng.
- Mentha gattefossei Maire
- Mentha grandiflora Benth.
- Mentha japonica (Miq.) Makino
- Mentha laxiflora Benth.
- Mentha longifolia (L.) L. - menta boscana[2]
- Mentha micrantha (Fisch. ex Benth.) Heinr.Braun
- Mentha pamiroalaica Boriss.
- Mentha pulegium L. - poliol[2]
- Mentha requienii Benth.
- Mentha royleana Wall. ex Benth.
- Mentha satureioides R.Br.
- Mentha spicata L. - menta de bou[2]
- Mentha suaveolens Ehrh. - menta borda[2]

### Híbrids
S'han descrit els següents híbrids naturals:
- Mentha × carinthiaca Host
- Mentha × dalmatica Tausch
- Mentha × dumetorum Schult.
- Mentha × gayeri Trautm.
- Mentha × gracilis Sole - Menta de fer sopa[2]
- Mentha × kuemmerlei Trautm.
- Mentha × locyana Borbás
- Mentha × piperita L. - menta pebrera[2]
- Mentha × pyramidalis Ten.
- Mentha × rotundifolia (L.) Huds.
- Mentha × suavis Guss.
- Mentha × verticillata L. - calament[2]
- Mentha × villosa Huds.
- Mentha × villosa-nervata Opiz
- Mentha × wirtgeniana F.W.Schultz

### Sinònims
Els següents noms científics són sinònims heterotípics de Mentha:
- Audibertia Benth.
- Menthella Pérard
- Minthe St.-Lag.
- Preslia Opiz
- Pulegium Mill.

## Usos
L'oli essencial de la menta rep el nom de mentol. S'empra com a aromatitzant i com a oli medicinal.
Les mentes més conreades són l'híbrid Mentha × piperita (menta pebrera) i les espècies Mentha suaveolens i Mentha pulegium (Poliol).